# Acraea neluska
Acraea neluska är en fjärilsart som beskrevs av Charles Oberthür 1878. Acraea neluska ingår i släktet Acraea och familjen praktfjärilar. Inga underarter finns listade i Catalogue of Life.